# Waldemar Gorzkowski
Waldemar Marcin Gorzkowski (ur. 12 listopada 1939, zm. 15 lipca 2007 w Isfahanie) - polski fizyk, popularyzator nauki, wieloletni pracownik Instytutu Fizyki PAN, Prezydent Międzynarodowej Olimpiady Fizycznej, prowadził również międzynarodowy konkurs prac uczniowskich „First Step to Nobel Prize in Physics”. Był członkiem Oddziału Warszawskiego Polskiego Towarzystwa Fizycznego.

## Życiorys
Absolwent Wydziału Matematyki i Wydziału Fizyki Uniwersytetu Warszawskiego. W czasie swojej kariery naukowej odkrył 6 dodatkowych krystalograficznych grup punktowych w tak zwanej przestrzeni podwójnej, w trzech wymiarach, 11 krystalograficznych grup przestrzennych w przestrzeni spinowej, oraz wyznaczył funkcje falowe ekscytonów związanych na zjonizowanych donorach dla wielu półprzewodników.
Był członkiem komitetu doradczego Konkursu Fizyczne Ścieżki 2007/2008. Laureat Nagrody PTF im. Krzysztofa Ernsta za Popularyzację Fizyki (1993).

## Książki
Autorstwo
- 1979: 25 lat Olimpiad Fizycznych, Wydawnictwa Szkolne i Pedagogiczne, ISBN 978-83-02-00957-0),
- 1986: Fale, cząstki, atomy, WSiP,
- 2000: Zadania z fizyki z całego świata, Wydawnictwa Naukowo-Techniczne, ISBN 83-204-1698-1),

Tłumaczenia
- 1968: Fizyka kwantowa w elektronice, Państwowe Wydawnictwo Naukowe;
  - tłumaczenie książki S.N. Levine, "Quantum Physics of Electronics", The Macmillan Company 1965.